# اندیس حکان گچیلو (۳)
حکان_گچیلو(۳) یک اندیس فلزی است که در حوالی شهر رزن استان همدان قرار دارد و مادهٔ معدنی موجود در آن، مس است.سنگ میزبان این اندیس آندزیت برشی است و دیرینگی آن به دوران میوسن می‌رسد. در این اندیس، پاراژنز‌های مالاکیت، هماتیت یافت می‌شوند.